# Station Tistrup
Station Tistrup is een station in het Deense Tistrup in de gemeente Varde. Het oorspronkelijke station, aan de lijn Esbjerg - Struer is gesloopt. Voor de treinreizigers is een abri geplaatst.